# Paracymothoa parva
Paracymothoa parva är en kräftdjursart som beskrevs av Taberner 1976. Paracymothoa parva ingår i släktet Paracymothoa och familjen Cymothoidae. Inga underarter finns listade i Catalogue of Life.